# Domkerk van Espoo
De Dom van Espoo (Fins: Espoon tuomiokirkko, Zweeds: Esbo domkyrka) is een middeleeuwse kerk in Espoo, Finland en de zetelkerk van het bisdom Espoo van de Evangelisch-Lutherse Kerk van Finland. In 2004 werd de kerk in verband met de opdeling van het bisdom Helsinki de status van kathedraal van het bisdom Espoo gegeven.
Het kerkgebouw bevindt zich in het centrum van Espoo, in de wijk Pappilanmäen kirkonmäki. Het middeleeuwse bouwwerk is het meest belangrijke en het oudste historische gebouw van de stad. Mogelijk is het zelfs het oudste gebouw van de regio Helsinki, maar deze positie moet de domkerk delen met de Sint-Laurentiuskerk in Vantaa.     
De domkerk werd gewijd aan de apostel Mattheüs.

## Geschiedenis
De kerk werd tegen het einde van de 15e eeuw ontworpen door een onbekende bouwmeester en vervolgens tussen 1485 en 1490 onder zijn leiding gebouwd. Tegenwoordig zijn de enige originele delen van de middeleeuwse kerk te vinden in het oostelijk en westelijke deel van het schip. De kerkbanken en de preekstoel werden na de reformatie in het begin van de 16e eeuw gebouwd. Tegen het einde van de 18e eeuw werden de orgels toegevoegd.
Oorspronkelijk werd de kerk in de vorm van een drieschepig gebouw opgetrokken. In de jaren 1821-1823 vergrootte men het kerkgebouw en kreeg het de vorm van een kruis. In verband met de vergroting werden delen van de kerk afgebroken, waaronder de oorspronkelijke sacristie. 
De gewelven en oude delen van de muren zijn versierd met muurschilderingen, die voor een groot deel uit de jaren 1510 stammen. Ze stellen Bijbelse taferelen voor, zoals het scheppingsverhaal, maar ook scènes uit het dagelijkse leven, zoals de verkoop van vee. In de jaren 1930 werden er onder leiding van professor Armas Lindgren renovaties uitgevoerd om de middeleeuwse sfeer van de kerk te herstellen en werden de sinds de 17e eeuw bedekte muurschilderingen weer blootgelegd.
De vrijstaande klokkentoren werd voltooid in 1767. De klokken in de toren zijn gegoten in Stockholm, de grootste in 1765 en de twee kleinste in 1736. Het orgel met 38 registers werd in 1967 door Veikko Virtanen gebouwd. In de kerk worden regelmatig orgelconcerten uitgevoerd.
De laatste restauratie van de kerk werd in 1982 voltooid onder leiding van professor Ola Hansson. Een zichtbare verandering was het plaatsen van het altaar tussen de twee voorste pijlers.